# Вардер (Нідерланди)
Вардер (нід. Warder) — село в нідерландській провінції Північна Голландія, на узбережжи Маркермера. Входить до муніципалітету Едам-Волендам.
Його площа становить 10,82 км², а населення станом на 2021 рік складало 810 осіб.
До 1970 року мало статус окремого муніципалітету.

## Галерея

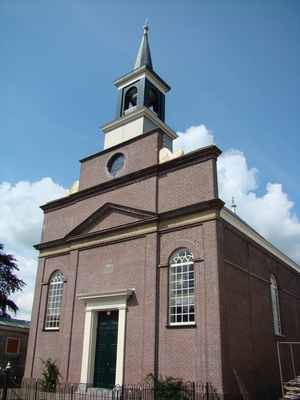
Церква у Вардері
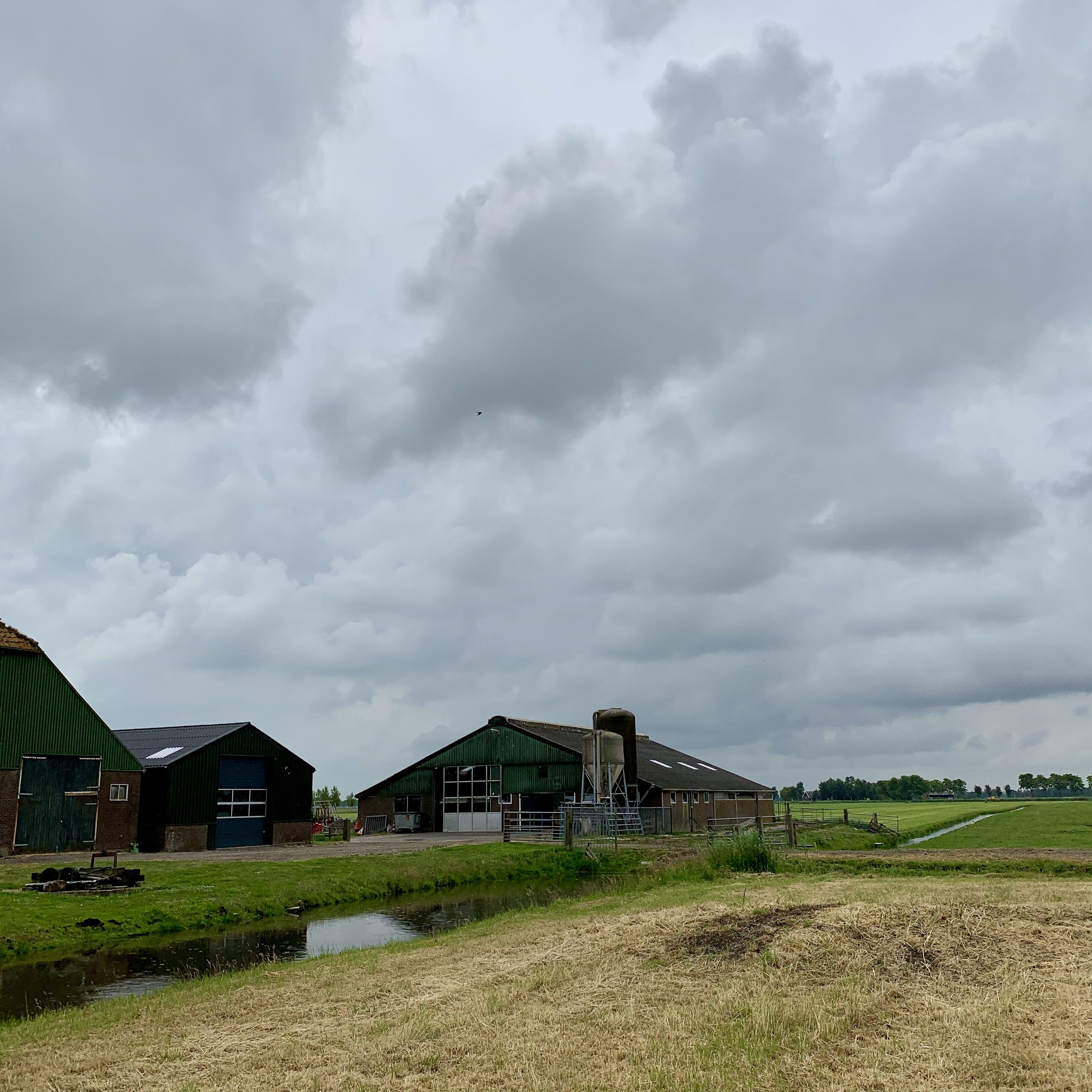
Ферма у селі
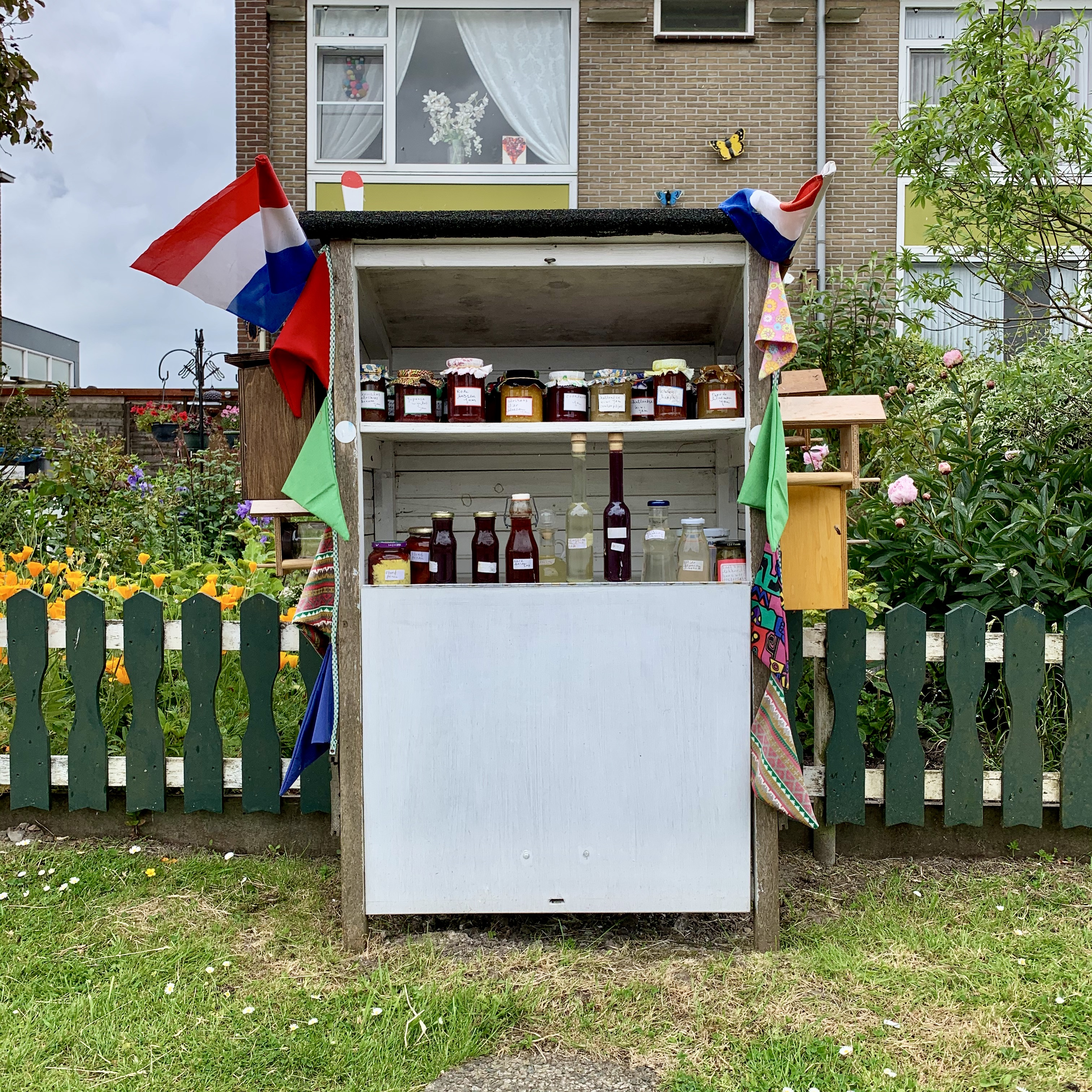
Вуличний кіоск